# اسوی
اسوی (به لاتین: Ošve) یک منطقهٔ مسکونی در بوسنی و هرزگوین است که در ماگلای واقع شده‌است.